# Geraldine Kennedy
Geraldine Kennedy (* 1. September 1951 in Tramore, County Waterford, Irland) ist eine irische Journalistin und Politikerin der Progressive Democrats. Sie war erste weibliche Herausgeberin der Zeitung The Irish Times. Zuvor war sie von 1987 bis 1989 Teachta Dála (Abgeordnete) des Dáil Éireann.

## Leben
Geraldine Kennedy studierte am Dublin Institute of Technology und begann ihre journalistische Laufbahn bei der Regionalzeitung Munster Express. Nach weniger als einem Jahr wechselte sie zum Cork Examiner, verbrachte dort aber nur wenige Jahre, bevor sie zur Irish Times kam.
Nach der Gründung der Sunday Tribune im Jahr 1980 wechselte Kennedy dorthin als politische Korrespondentin. Etwas später wechselte Kennedy zur Sunday Press.
1982 wurden die Telefone von Kennedy und zwei anderen Journalisten auf Veranlassung des ehemaligen Justizministers Seán Doherty abgehört. 1992 konnte enthüllt werden, dass der Taoiseach Charles Haughey das Abhören angeordnet hatte. Haughey trat wenig später zurück.
1983 heiratete sie David Hegarty. Mit ihm hat sie zwei Kinder.
Anfang 1987 verklagte Kennedy erfolgreich die amtierende Fianna-Fáil-Regierung unter Charles Haughey wegen illegalen Abhörens ihres Telefons. Im gleichen Jahr kandidierte sie für die Progressive Democrats im Wahlkreis Dún Laoghaire und wurde gewählt.
Sie wurde zur außenpolitischen Sprecherin ihrer Partei.
Bei den Wahlen zum Dáil Éireann 1989 kandidierte sie erneut, erreichte aber nicht die erforderliche Stimmzahl für einen Sitz.
Nach ihrer Wahlniederlage kehrte Kennedy zur Irish Times zurück.
2006 sollte Kennedy im Zuge der Ermittlungen von Bestechungszahlungen an Bertie Ahern Auskunft über ihre Quelle geben. Sie weigerte sich und führte schließlich zu einer Entscheidung des Supreme Courts, dass der Quellenschutz vom High Court nicht richtig beachtet wurde.
Im Sommer 2011 ging sie als Herausgeberin der Irish Times in den Ruhestand.
Im August 2012 wurde sie zur außerplanmäßigen Professorin für Journalismus an der University of Limerick ernannt.